# Route nationale 69 (Inde)
Pour les articles homonymes, voir Route nationale 69.
La Route nationale 69 (en anglais : National Highway 69, sigle NH 69), une route nationale  en Inde qui commence à Honnavar et se termine à Renigunta.

## Tracé
L’extrémité Ouest se trouve à la jonction de la NH 66 près de Honnavar, elle croise la NH 48 près de Sira, la NH 44 près de Chikkaballapur, la NH 75 près de Mulbagal et se termine à la limite orientale de Renigunta.
La NH 69 traverse Honnavar, Sagar, Shivamoga, Tarikere, Kadur, Banavara, Huliyar, Bukkapatna, Sira, Madhugiri, Gowribidanur, Manchenahalli,Chikkaballapur, Sidlaghatta, Chintamani, Srinivasapura, Mulbagal, Nangali, Palamaner, Chittoor, Pallipattu, Puttur et Renigunta,,.

## Histoire
L'ancien nom de la route était NH 234.